# 国富鉱山
国富鉱山（くにとみこうざん）は、北海道共和町にかつて存在した鉱山である。グリーンタフ活動により生じた黒鉱鉱床から金・銀・銅・亜鉛など、多様な金属を産出していた。銅や鉛を主体とする製錬所も有していた。

## 概要
1890年（明治23年）に銅鉱床が発見され、1908年（明治41年）に銅製錬所を操業開始、1935年（昭和10年）には現在の住友金属鉱山が買収し、全盛期を迎える。1948年（昭和23年）には資源枯渇から採掘を中止、鉱山の精錬施設だけを利用した総合精錬所として特化した。更に1973年（昭和48年）には精錬需要も低下したことから電子部品の製造工場（住友金属鉱山国富事業所（電子・機能性材料事業部））として衣替えし、鉱山や精錬所としての機能は消失した。